# Kaum zu glauben!
Kaum zu glauben! ist eine Ratesendung im Panel-Format, die seit Juli 2014 im NDR Fernsehen ausgestrahlt wird. In der von Kai Pflaume moderierten Show versucht ein vierköpfiges Rateteam die erstaunliche Fähigkeit oder Geschichte eines Gastes zu erraten.

## Konzept

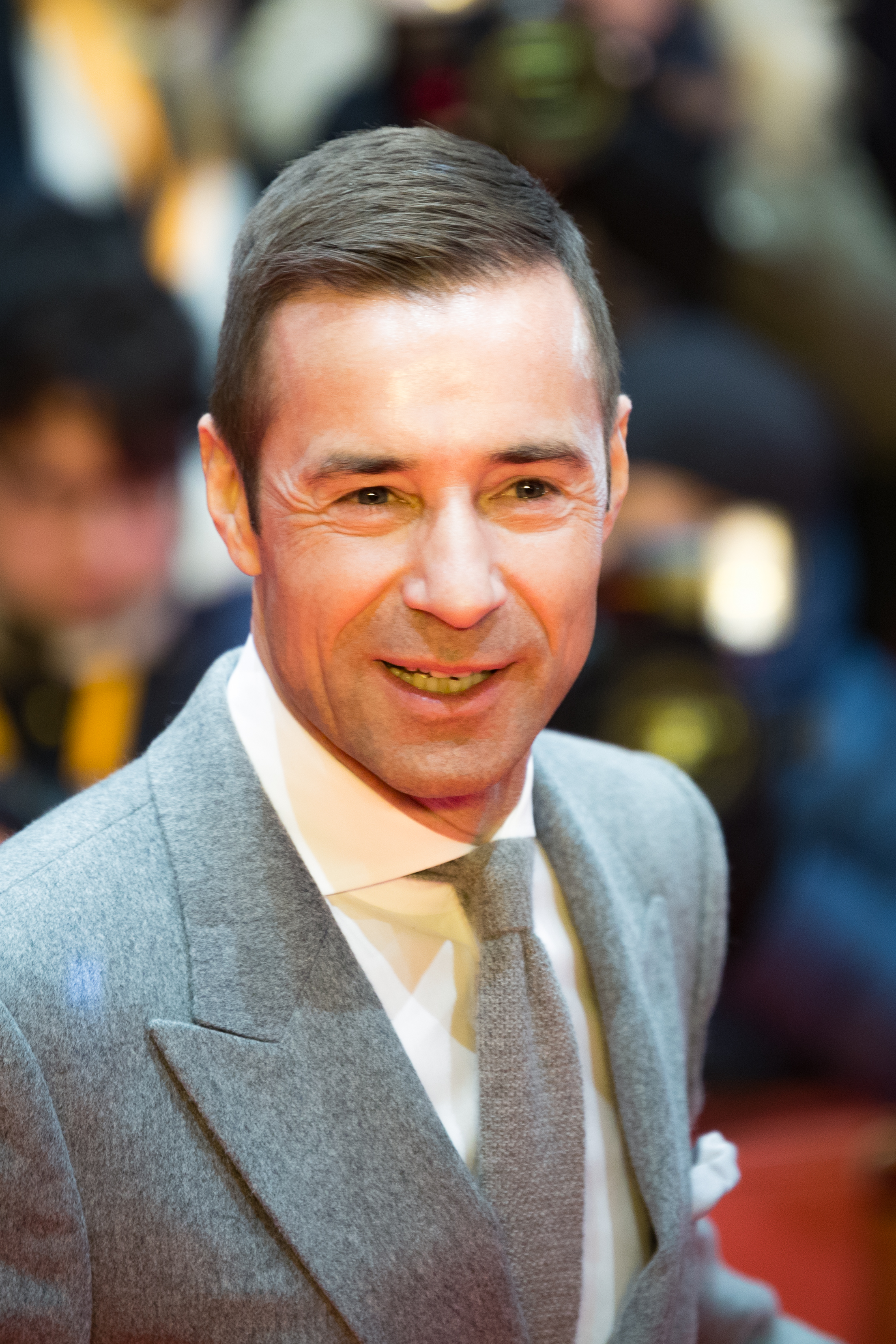
Moderator Kai Pflaume

### Spielprinzip
Zu Beginn jeder Raterunde erwähnt der Moderator in der Regel den Klarnamen sowie die Herkunft bzw. den Wohnort eines Gastes. Dieser hat einen außergewöhnlichen Beruf, übt ein kurioses Hobby aus oder erlebte ein besonderes Ereignis. Häufig geht es auch um sportliche Leistungen oder Rekordsammlungen. Wenn mehrere Gäste Platz nehmen, handelt es sich oft um eine Gemeinsamkeit im Werdegang oder im Erleben. Die zu erratende Geschichte wird für die TV-Zuschauer und das Studiopublikum kurz eingeblendet. Für den Fall, dass Zuschauer mitraten möchten, kündigt der Moderator die Einblendung mit einem Trötensignal an. Anschließend gibt er dem Rateteam einen ersten, allgemeinen und möglichst doppeldeutigen Hinweis auf die gesuchte Geschichte.
Jeder der prominenten Ratenden hat nacheinander jeweils 45 (bei internationalen Gästen, die einen Dolmetscher benötigen: 60) Sekunden Zeit, um sich mit Entscheidungsfragen dem richtigen Sachverhalt zu nähern. Der Gast antwortet nur mit „ja“ oder „nein“. Wenn die Geschichte nicht erraten wird, erhält der Gast nach den 45 Sekunden jeweils 200 Euro. Nachdem alle Mitglieder des Rateteams an der Reihe waren, kann sich das Team kurz beratschlagen und jedes Mitglied darf einen letzten Tipp abgeben. Sind auch diese falsch geraten, bekommt der Gast weitere 200 Euro; er kann somit maximal 1000 Euro erhalten. Anschließend wird die kuriose Geschichte mit einem kurzen Video und/oder einer Vorführung im Studio vorgestellt.

### Rateteam
Das Rateteam besteht zurzeit aus Bernhard Hoëcker, Hubertus Meyer-Burckhardt, Stephanie Stumph und Wincent Weiss.
Von der ersten bis zur achten Staffel (mit Ausnahme der Staffel 2017) saß an vierter Position Jörg Pilawa im Rateteam. Seit Staffel 9 steht Pilawa nicht mehr zur Verfügung, da er Anfang 2022 zu Sat.1 gewechselt war. Stumph setzte für die neunte Staffel aus, da sie in der Produktionszeit Mutter geworden war, und wurde durch Klara Deutschmann vertreten. Ebenfalls in Staffel 9 ersetzte Reinhold Beckmann teilweise den kurzfristig erkrankten Meyer-Burckhardt. Den Platz von Pilawa nahmen in Staffel 9 wechselnde Gäste ein, darunter Wincent Weiss, Olli Dittrich und Christoph Maria Herbst. In der Sommerstaffel 2017 setzte Pilawa bereits schon einmal aus. An seiner Stelle nahm in jeder Sendung abwechselnd ein anderer prominenter Gast seinen Platz ein (Bernhard Bettermann, Elton, Axel Prahl, Richy Müller und Jürgen Vogel). In der 10. Staffel kehrte Stumph ins Rateteam zurück und Wincent Weiss, der zuvor einige Male als Gast teilnahm, gehört nun zur festen Besetzung.

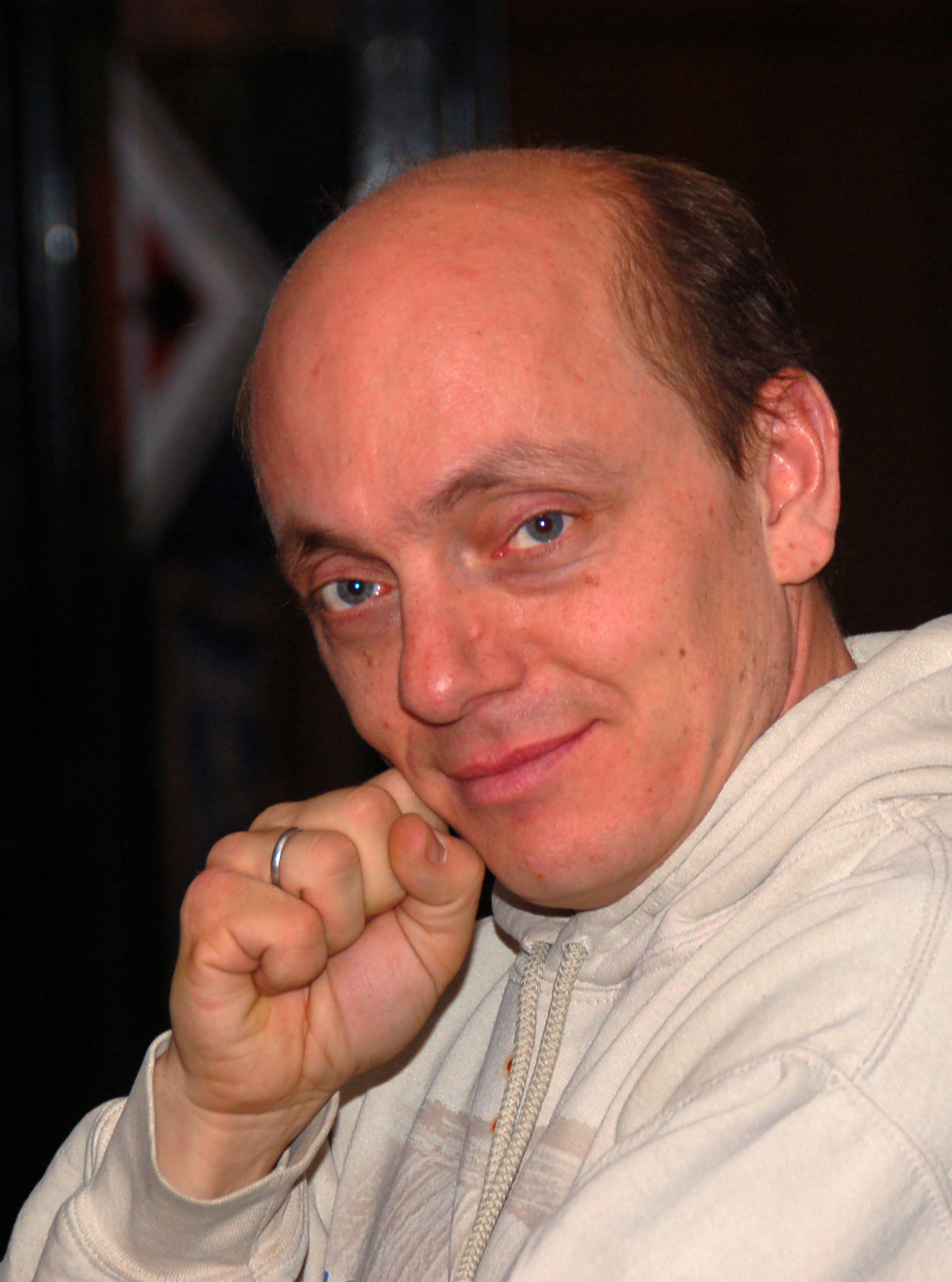
Bernhard Hoëcker
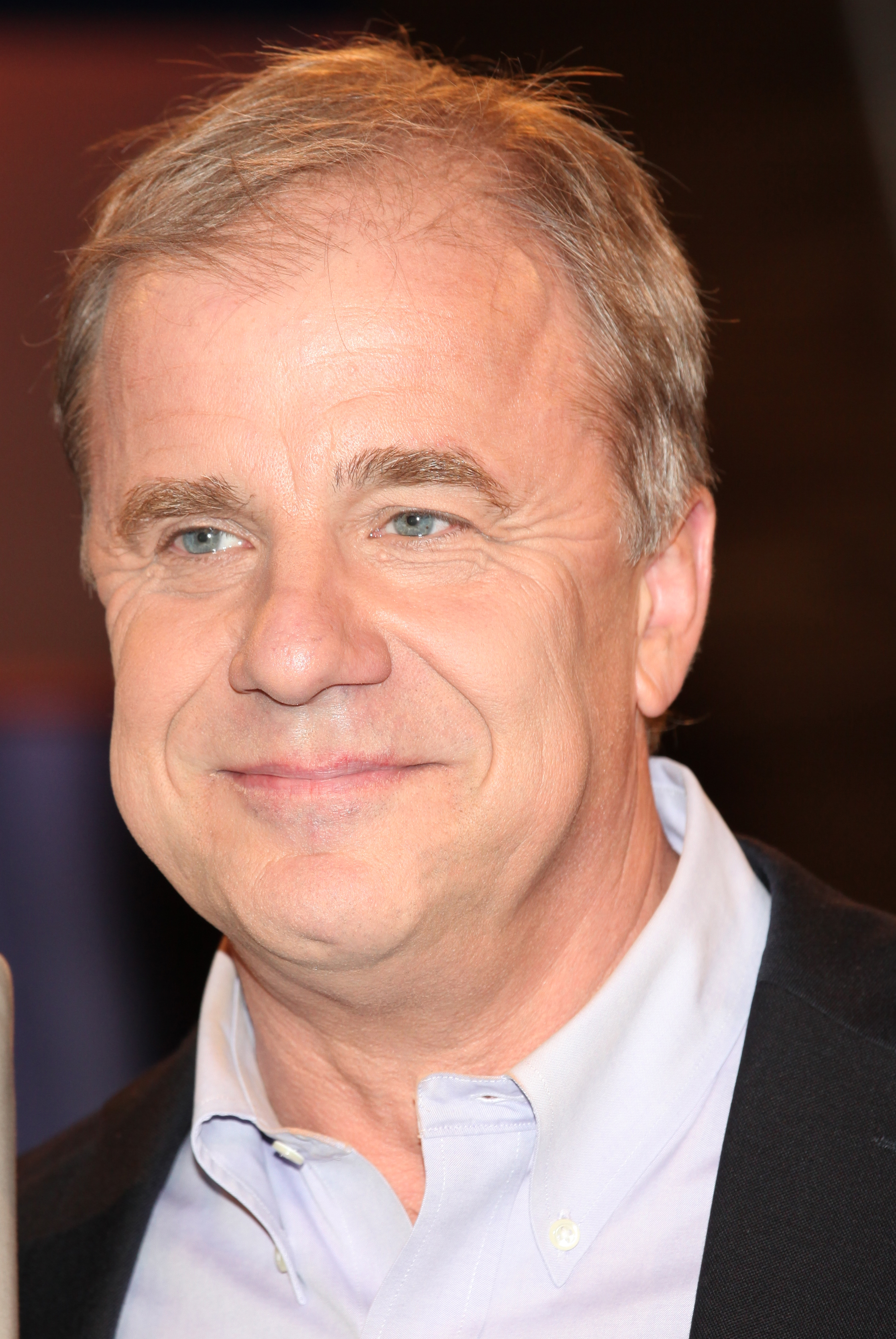
Hubertus Meyer-Burckhardt
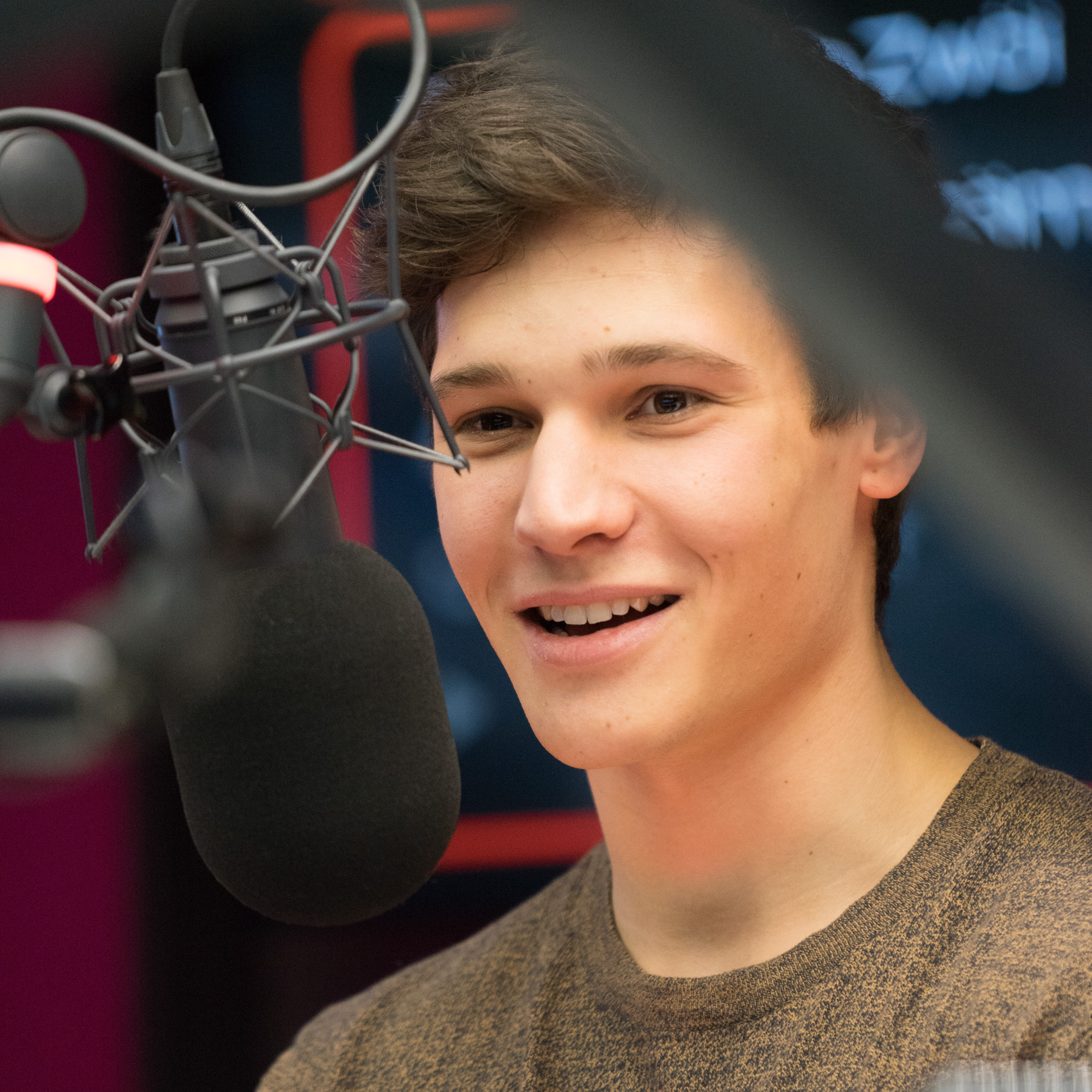
Wincent Weiss
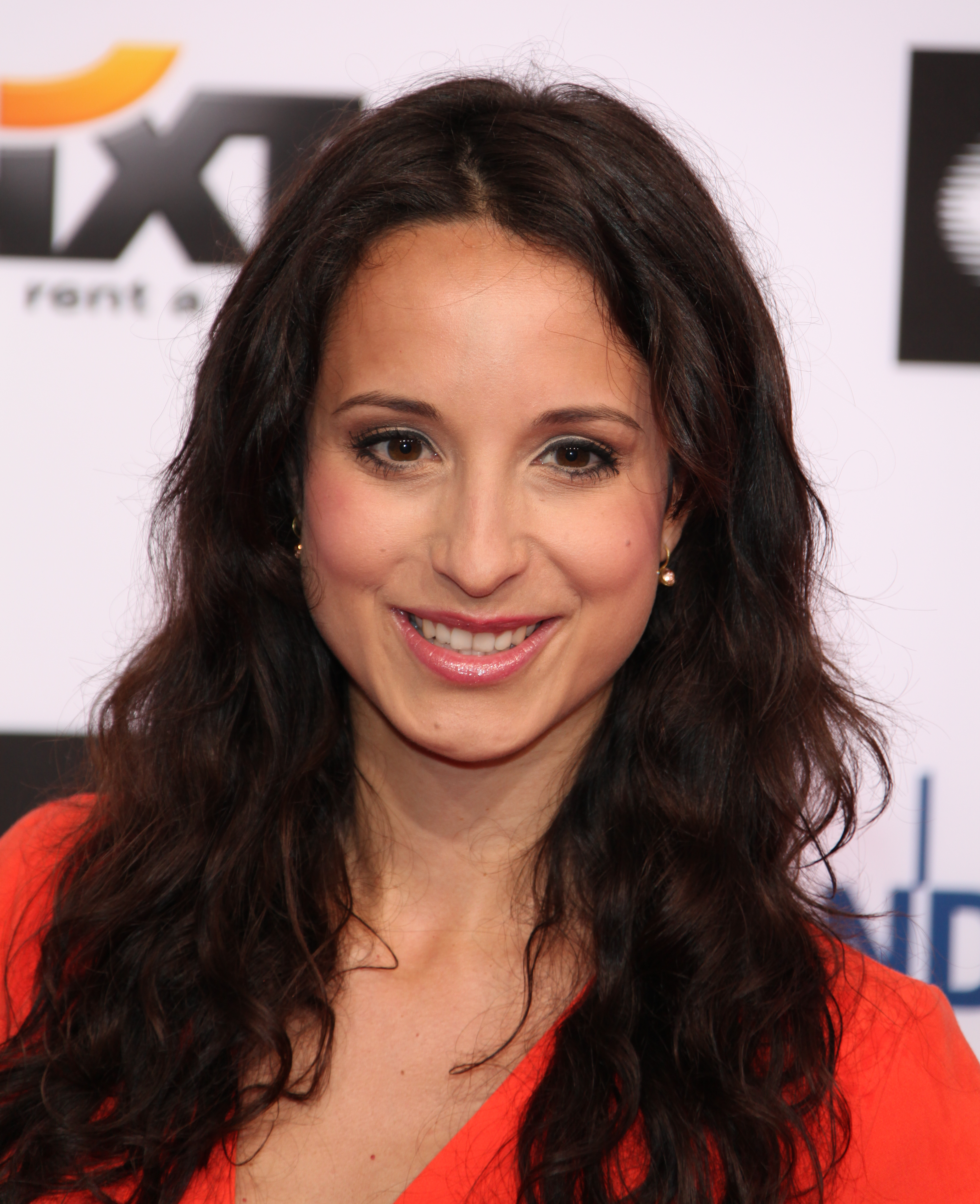
Stephanie Stumph
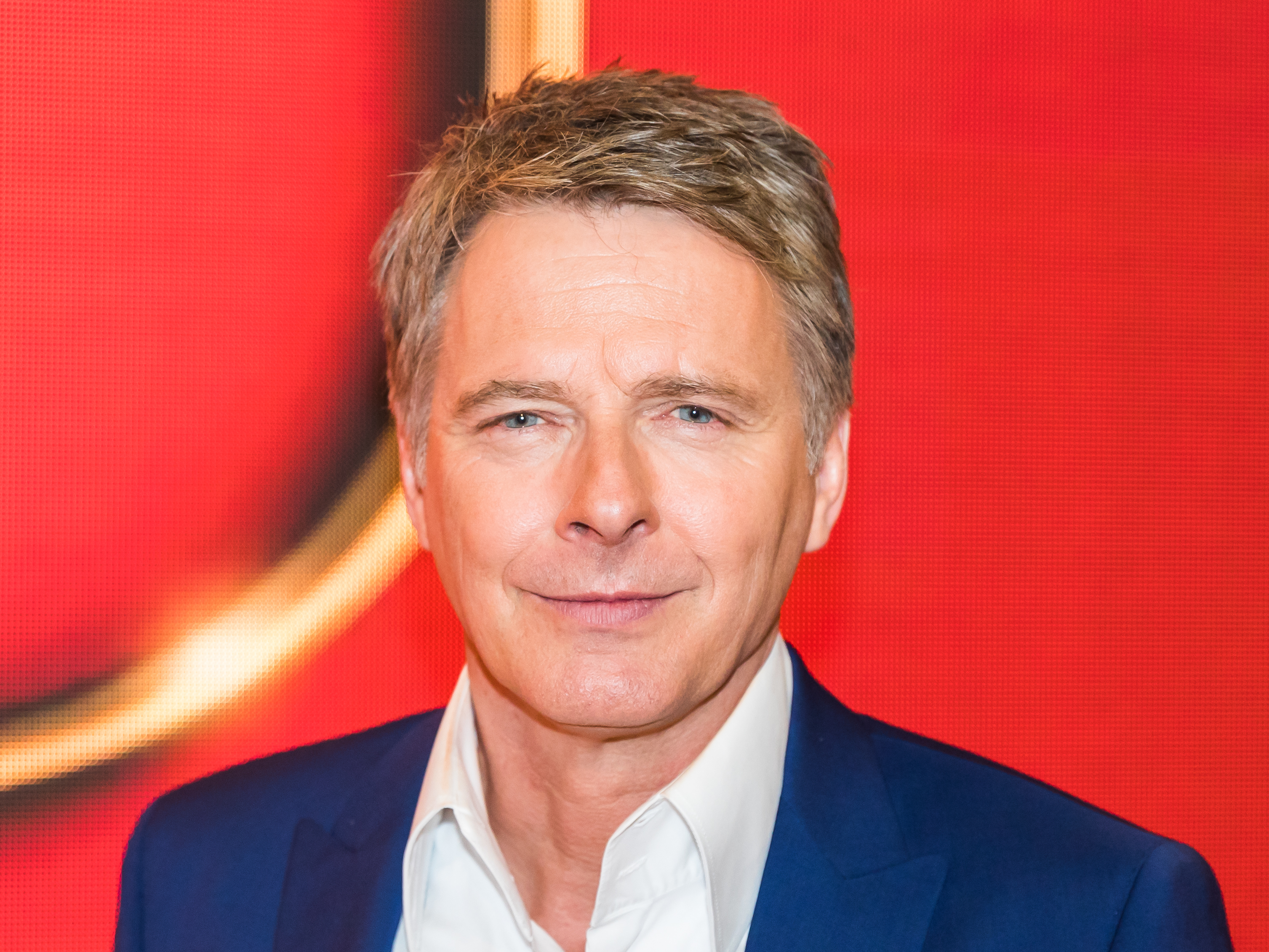
Jörg Pilawa (bis 2021)

### Änderungen wegen der COVID-19-Pandemie
Aufgrund der vorgeschriebenen Abstandsregeln aufgrund der COVID-19-Pandemie fanden die Sendungen der 7. und 8. Staffel (2020 und 2021) ohne Publikum statt. Das Rateteam saß zudem bis Ende 2022 nicht an einem Tisch, sondern jeder an einem eigenen, in passendem Abstand. Erst seit Juli 2023 sitzt das Rateteam wieder an einem Tisch zusammen.

## Ausstrahlungen
Die Show wurde erstmals am 14. Juli 2014 vom NDR ausgestrahlt. Die Premiere sahen 0,82 Millionen Zuschauer, was einem Marktanteil im Gesamtpublikum von 3,6 Prozent entsprach. Weitere sieben Folgen waren bis zum 5. Januar 2015 jeweils montags um 22:00 Uhr zu sehen. Seit 2015 ist die Show, für gewöhnlich im Sommer, sonntags um 21:45 Uhr zu sehen, in einigen dritten Fernsehprogrammen wird sie auch zu anderen Sendezeiten oder Tagen wiederholt.
Es wurden verschiedene Sondersendungen, häufig Best-Of-Folgen als Zusammenschnitte, ausgestrahlt:
- 4. Januar 2016: Das Beste
- 8. Februar 2016: Das Lustigste
- 16. Mai 2016: Das Erstaunlichste
- 27. Februar 2017: Das Verrückteste
- 15. April 2017: Das Schönste
- 31. Oktober 2017: Das Beste vom Besten
- 1. Januar 2018: Das Spektakulärste
- 31. März 2018: Das Abenteuerlichste
- 16. Dezember 2018: Das Sehenswerteste
- 30. Dezember 2018: Silvester-Spezial
- 9. Februar 2019: Das Verblüffendste
- 4. März 2019: Das Schärfste
- 31. März 2019: Das Außergewöhnlichste
- 3. Oktober 2019: Deutschland-Spezial
- 19. Dezember 2019:  Das Beste 2019
- 23. Dezember 2019: Das Schrägste
- 21. März 2020: Das Ungewöhnlichste
- 13. April 2020: Kinder spezial
- 21. Mai 2020: Väter spezial (1)
- 15. August 2020: Die unglaublichsten Geschichten – Das Beste aus 99 Folgen
- 27. Dezember 2020: Das Beste 2020
- 6. März 2021: Norddeutschland spezial
- 11. Juli 2021: Das Überraschendste
- 26. Dezember 2021: Das Beste 2021
- 26. Februar 2022: Das Faszinierendste
- 8. Januar 2023: Das Beste 2022
- 15. Januar 2023: Das Unglaublichste
- 17. Dezember 2023: Weihnachtlich
- 7. Januar 2024: Das Beste 2023
- 8. Mai 2024: Väter spezial (2)
- 27. Juli 2024: 10 Jahre Kaum zu glauben – Das Phänomen (mit Blick hinter die Kulissen)
- 25. Januar 2025: Das Allerbeste

Am 17. Juli 2016 wurde die erste Folge der dritten Staffel gesendet. Diese erreichte mit 0,5 Millionen Zuschauern einen Marktanteil von 9,7 Prozent.
XXL-Ausgaben um 20:15 Uhr mit einer Länge von 90 bzw. 120 Minuten wurden gezeigt am:
- 26. Juli 2016
- 27. Dezember 2016
- 22. Juli 2017
- 12. August 2017
- 27. Dezember 2017
- 14. Juli 2018
- 31. Oktober 2018
- 22. Dezember 2018
- 15. Juni 2019
- 17. August 2019
- 9. November 2019
- 11. Juli 2020
- 15. August 2020 mit einer Länge von 150 Minuten (Die 100. Folge)
- 31. Oktober 2020
- 19. Dezember 2020
- 24. Juli 2021
- 14. August 2021
- 4. September 2021
- 18. Dezember 2021
- 30. Dezember 2021
- 20. August 2022
- 27. August 2022
- 31. Oktober 2022
- 28. Dezember 2022
- 8. April 2023
- 29. Juli 2023
- 26. August 2023
- 31. Oktober 2023
- 9. Dezember 2023
- 9. März 2024
- 27. Juli 2024: 10 Jahre Kaum zu glauben! – Die große Jubiläumsshow (150 Minuten lang)
- 21. September 2024
- 3. Oktober 2024
- 9. November 2024
- 7. Dezember 2024

## Idee und Produktion
Die Idee zu Kaum zu glauben! entstand aus Gesprächen zwischen Moderator Kai Pflaume und dem damaligen Unterhaltungschef des NDR. In einer Sendung zum zehnjährigen Jubiläum erwähnte Pflaume, dass die Idee zur charakteristischen Möwentröte von ihm selbst stamme. Diese wurde passend zum norddeutschen Sender eigens angefertigt und signalisiert mitratenden Zuschauern, dass aktuell die zu erratende Geschichte eingeblendet ist. Sie wurde von der bei Pssst … verwendeten typischen Ententröte regional leicht abgewandelt. Das Konzept der Sendung ist dabei weitgehend von diesem früheren Format sowie durch Was bin ich? inspiriert worden.
Jörg Pilawa agierte nicht nur im Rateteam, seine Firma Herr P. produzierte die Show auch bis 2022 zwischenzeitlich unter Beteiligung von Endemol und dem NDR. Seit 2023 ist es eine Produktion des NDR in Zusammenarbeit mit FLOW media company GmbH und davidsonTV GmbH. Die Aufzeichnungen finden in Hamburg statt.

## Rezeption
Nach der ersten Ausgabe bescheinigte Manuel Nunez Sanchez der Show bei Quotenmeter.de „kurzweilige Unterhaltung“ und lobte die „lockere und humorvolle Art und Weise“ der „sympathische[n] und engagierte[n] Ratefüchse“. Zugleich bemängelte er die Ideenlosigkeit der Produzenten, da das Konzept der Show sehr an frühere Sendungen wie Pssst … und Was bin ich? erinnere.

## Besondere Vorkommnisse
Dreimal waren Gäste in der Show, die in einer persönlichen Beziehung zu einem Mitglied des Rateteams stehen. In der dritten Folge (28. Juli 2014) trat Bernhard Hoëckers ehemalige Kindergärtnerin auf. In der 15. Ausgabe trat Katharina von Keller auf, die 1995 gemeinsam mit Stephanie Stumph in der zweiten Folge der Krimiserie Stubbe – Von Fall zu Fall (Stubbe sieht rot) zu sehen war. In der XXL-Ausgabe vom 31. Oktober 2018 trat ein Mann auf, der gegen Bernhard Hoëcker ein Eselrennen bestritten hatte, bei welchem dieser sich das Schlüsselbein gebrochen hatte.
In der XXL-Ausgabe vom 12. August 2017 hatte ein Gast zum ersten Mal zwei voneinander unabhängige Geschichten mitgebracht, die beide vom Rateteam gelöst werden mussten. Beide Geschichten konnten erraten werden, sodass der Kandidat insgesamt 1.200 Euro (800 Euro + 400 Euro) gewann.
In der Sendung vom 15. Juni 2019 war Deutschlands mit Namen einziger „echter“ Max Mustermann nach 2016 bereits zum zweiten Mal als nunmehr 16-jähriger junger Mann zu Gast.
Roland Kutzki wurde in der Sendung vom 3. Oktober 2021 mit dem Ratehinweis „Roland teilt gerne“ als Verfasser von fast 3000 Wikipedia-Artikeln gesucht.